# 優生學
優生學，或稱善種學（英語：Eugenics），是研究通过非自然或人為手段來改進國民遺傳基因素質的學術領域。它被視為邊緣科學。
相關做法（正向）：
- 人工授精
- 捐卵
- 對帶有優勢基因的父母提供生育後代的經濟誘因
- 提供更合理的婚姻配對服務
- 複製優勢基因
- 制訂更有利於優生的公民制度，例如為精英群體提供權利、人才選拔
- 胚胎選擇

## 詞源和定義
優生學有譯作善種學或淑種學者，又有譯作婚姻哲嗣學或哲嗣學或人種改良學者。在英語世界，十九世紀中期的英國遺傳學者法蘭西斯·高爾頓在1883年最早使用英语”eugenics”一词。他在著作中試圖回答：「是否人的品質，可以藉由選擇父母 — 即選擇來源，有目的地改善人的生理特徵與精神層次？」这一问题。

## 歷史
公元前400年左右，柏拉图就提到優生學概念，他在《理想国》第五卷中主張應該讓優秀的男女結合在一起。古代中國也有優生學相关的觀念文獻記載。古籍《左传》中有“男女同姓，其生不蕃”的记载，已经认识到近亲结婚的后代往往不易存活和繁衍後代。中國古代便禁止「同姓相婚」，已婚者須受杖責離異，在法律中亦禁止血緣上過於親近的等親進行婚姻生育，亦可視為是一種優生學的應用。1920年代初西方优生学传入中国，当时译为「善种学」。中國優生學家潘光旦曾留學美国，专攻优生学，回国后在上海、北京等地的大学内讲学，并译有《优生原理》等专著。潘光旦曾主张以优生政策改善中国人的先天健康，指要实现中国的强大，首先要造就一個强大的種族。1949年中华人民共和国成立后，在苏联影响下优生学遭到批判。1979年学术界始倡议开放这一禁区，旋即在限制人口的需要和医学遗传学广泛开展的背景下引起了公众和有关方面的重视。
「優生學」這個概念在世上存在已久，中美洲的印加文明會人工淘汰畸形兒，以改善人口體格。古希臘哲学家柏拉圖曾主張對孩子進行系統化的教育，不允许體格羸弱、低智能、缺乏品德的人口結婚生育，社會精英階層的婚姻都經過嚴密的安排，以此確保國民素質的優秀。古代希腊城邦斯巴達便制訂了一套公民制度，將優生學應用到培養卓越的戰士上，令斯巴達可以在眾城邦的競爭之中生存下來。
歷史上，激進的優生學學者提倡通过人为的手段，对某族群之中特定的人群限制生育，以改善該族群的基因。因為鼓吹對殘疾人、弱势群體的迫害，所以一直存在道德疑慮。隨著十九世紀末社會達爾文主義的盛行，優生學受到重視，但早期西方優生學者由於偏見和缺乏遺傳學相关知识的正确認知，曾经使優生學走上歧途。英文 Eugenics 一詞源自希腊文的 eugenes ，乃指出生高貴或品種優良之意。十九世紀中期英國遺傳學者法蘭西斯·高爾頓，在其著作中使用该词，並試圖回答：「是否人的品質，可以藉由選擇父母 — 即選擇來源，有目的地改善人的生理特徵與精神層次？」。高爾頓認為社會福利和瘋人院最终會令劣等人充斥社會。美國奥奈达公社是另一個應用優生學的例子，1848年约翰·汉弗莱·诺伊斯在纽约州北部创建了奥奈达公社。公社推行混婚制，成員的生育要得到「优生委员会」的许可。诺伊斯相信只要合适地安排配偶，便可以生出更健壮更聪明的下一代。于是，他和优生委员会挑选了一批在体格和智力等方面较优越的男女作为可以生殖后代的父母。公社又挑选了一批优秀的保教员，細心地负责抚育和教育这些孩子。
二十世纪初是優生學的全盛期。自奧地利遺傳學家孟德爾的基因說面世以來，优生学家开始围绕残疾、先天疾病、精神病等问题，设计优生方案。文明世界很多国家都曾經根據優生學的相關思想學說，制定出各種的相關政策和法案，对部分人群进行绝育手术，试图避免这群人带有的“遗传缺陷”遺留到后代。上世纪初美國就有著名的巴克诉贝尔案。1927年5月2日，美國最高法院允许維吉尼亞州政府强行為一名17歲少女嘉莉·巴克實施绝育手术，理由是她是一名智力低下，又因賣淫獲罪的婦人的女兒，生性放蕩，這種污染基因必需被清除。在判決书中，法官表示，與其等到她癡呆的孩子餓死，或因犯罪被處決，不如現在就切断她的輸卵管。這個判决令一群正着力研究優生學的美國社会精英感到振奋。
日本在同時期也有對病患者施行絕育的案例，例如於1915年設立的東京全生病院，在院長光田健輔的指示下，開始對男性麻风病患者施行絕育手術，隨後也普及到其他療養所。女性患者若發現懷孕，就會強制墮胎。然而這樣的措施沒有明確的醫學根據，只因為麻风病本身具有感染性，基於麻风病缺乏免疫力的貧弱體質有可能遺傳給下一代，或者有可能藉由男性精子傳染女性，透過女性胎盤感染胎兒的假說，便防止患者生育。日本在1931年公布的《癩預防法》要求隔離全部的癩患者，患者除了遭隔離，還被斷種，或者課以強制勞動，如果抵抗，療養所長可逕行判斷是否加以監禁。1930年代後半，日本展開「無癩縣運動」，搜索逃脫隔離躲回自家的患者，將他們送回療養所。為此還動員了地方政府、宗教團體，甚至各地方居民，住在自家的患者受到警察監視。1900年，國家以內務省令公告了《娼妓取締規則》，日本社會當時認為娼妓的存在是身為「文明國」的恥辱，是性病蔓延的源頭，也是造成國民體能低落的元兇，當時娼妓在日本都面臨監禁及絕育處理。
優生學在纳粹德國也得到全面的推展，纳粹積極推动優生政策，以经济理由將不具生產力的人口以各种方法處理掉，以阻止他们繁衍後代，並要求每個國民都必须保持強健的體魄。纳粹希望通過此舉，實現其創造一個優等民族（德語：Herrenrasse）的夢想，這樣的優秀種族是不容有病弱者的。早期德國國會便通过了對各种遺傳病病患以及嚴重酗酒者進行外科手术绝育的法案。1933年7月14日，納粹黨在德國推行《防止具有遺傳性疾病後代法》，將數十萬名有遺傳性疾病的人強制絕育。該法詳細列出要針對的一系列遺傳性病患，其中有先天性智障、遺傳性癲癇、精神分裂症、遺傳性失明或耳聾、嚴重遺傳性身體畸形，還有酗酒。同年十一月在另一項法律中又强调對「傷風敗俗者」的處理，規定要對罪犯、妓女、妨害治安者強制绝育。至第二次世界大戰期间納粹黨就利用優生學學說屠杀德国殘疾人口。
1983年8月14日的新加坡國慶日，時任新加坡總理李光耀在發表了一篇講話，指出：「新加坡的男性大學畢業生若要他們的下一代像他們一樣有所作為，就不應該愚昧地堅持選擇教育程度和天資較低的女性為妻。」這次講話引起了很大反響。后來，人們稱那次講話為李光耀的「婚嫁大辯論」。當時新加坡教育程度越高的眾婦女，孩子越少﹔教育程度低的反而越多孩子。40歲以下沒有接受過教育的眾婦女，每人平均生育大約眾孩子三個，小學教育程度的眾婦女平均生育大約眾孩子兩個，中學和高中程度的眾婦女平均大約生育眾孩子一又三分之一個，大學程度的眾婦女大約生育眾孩子一又四分之一個。因此斷定新加坡當時正處於逆淘汰。
現代隨着醫學技术的進步，已经可以通过胚胎植入前遗传筛选，藉著對人類卵子進行基因工程，以人工方式選取嬰兒的基因構成，不再因循於以往單單通過婚配去培养優秀後代，以往的優生政策無法避免地要一再經過科學審視。2015年4月，中國生物學家宣稱首度進行胚胎基因改造實驗。
在2016年1月，英國人類受精及胚胎學管理局下令，准許基因改造人類胚胎的科學研究。英國國會通過有關決議，允許科學家改造人類基因以防止遺傳病。目前英國是全球第一個允許改造人類胚胎基因的國家。

## 支持者論點
優生學支持者認為人類可以就人體上的一些遺傳特徵進行基因上的改良，以追求出生高貴或品種優良的人，這些諸多遺傳特徵的改良，其目的包括但不限於對精神層次、生理特徵的提升。

### 根治遺傳病
優生學支持者認為遺傳病可以通过優生方法来进行有效的杜绝。
- 天使人症候群：一種基因缺陷而造成的疾病。患者臉上常有笑容、沒有任何語言能力、過動，且智能低下。
- 威廉氏症候群：一種罕見的遺傳疾患。患者神經發育異常，行為舉止異常興奮，語言能力相對一般人好，且不怕陌生人，個性外向。大部分病人都有典型的輕度到中度智能障礙。
- 普瑞德威利症候群：一種肇因於特定基因功能喪失的遺傳性疾病。患者從童年開始即會不斷的有飢餓感，並常因過度進食而導致肥胖和第2型糖尿病，也常伴隨著輕至中度的智力障礙和行為異常問題。
- 愛卡第症候群
- 妥瑞症：一種遺傳性的神經內科疾病，常伴隨強迫症、穢語症、注意力缺失與過動症出現。
- 狄蘭氏症候群：一種遺傳病患，患者身体及智力發展遲緩、先天性心臟病及其他多重器官病變。
- 魯賓斯坦-泰必氏綜合症：一種與啟動子功能變異有關的遺傳性多重先天異常綜合症。患者有中度到重度的學習困難。
- 平腦症：一種遺傳性的腦部缺陷病。平腦症患者的腦部並不會出現腦廻或很少量的腦迴，患者通常無法存活超過2歲。部分幼童存活下來，但腦的發展只有3至5個月大的程度。
- 亞伯氏症：一種罕見的先天性疾病，其因顱縫早期閉合而導致尖顱或併指等的先天性綜合徵。其遺傳方式為體染色體顯性遺傳，大多數由新突變造成。
- 迪喬治症候群：一種遺傳疾病。患者出現認知能力障碍，学习障碍。

### 改善人口整體品質
古代中国便有對人口品質控制的傳統，孔子認為人的精神層次在很大程度上是天生的，並不能通過教育去改變。孔子說：「中人之上，可以語上也。中人以下，不可以語上也。」「惟上智與下愚不移。」，即認為教育可以改变普通人的精神層次，但最聰明的人和最愚笨的人，很難通过教育去改變。孔子遂主張逆家子者、亂家子者、世有刑人子者、有惡疾者、喪父長子者，這幾類人均不可娶妻，以此改善人口品質。
美国自十九世纪末開始從西部拓荒時代，演變成法治國家，在出於改善人口、為國家培养卓越人才的需要，美國在二十世纪初以國家力量推行過不少優生政策。上世纪初美国就有著名的巴克诉贝尔案。1927年5月2日，美国最高法院允许维吉尼亚州政府强行为一名17岁少女嘉莉·巴克实施绝育手术，理由是她是一名智力低下，又因卖淫获罪的妇人的女儿，生性放荡，这种污染基因必須被清除。在判决书中，法官表示，与其等到她痴呆的孩子饿死，或因犯罪被处决，不如现在就切断她的输卵管。这个判决令一群正着力研究优生学的美国社会精英感到振奋。

### 特殊人才的培養
為滿足社會需求，優生學的目標還包括各類專門人才的培養，例如古希腊城邦、古印加帝國便曾利用优生学来培養卓越的戰士。

## 應用

### 保守主義

#### 對優勢基因的保育
保守主義優生學在特定人口的應用圍繞着對優勢基因的保育，以及盡量減少不良基因在該特定人口的發生頻率。優勢基因是通過交叉配對遺傳下來，如果對應染色體上缺乏同樣的優勢基因，該優勢基因就不能遺傳到後代。從具有同樣特性的群體中找一對男女通婚，其後代便有較高機會遺傳有该群體中特有的優勢基因，而從兩個不同族群中找一對男女通婚，由於兩個族群具有的優勢基因不同，其後代就會喪失掉這兩個族群具有的两種優勢基因。比如説一對配偶若果同樣具有數學天份，其後代便有較高機會遺傳得其數學天份，但若果這對配偶的一方具有數學天份，而另一方的天份在藝術，其後代卻會喪失掉任何一方的優勢基因，則其後代在數學和藝術也不會出眾。
相关做法（正向）：
- 人工授精
- 捐卵
- 對帶有優勢基因的父母提供生育後代的經濟誘因
- 提供更合理的婚姻配對服務
- 複製優勢基因
- 制訂更有利於優生的公民制度，例如為精英群體提供權利、人才選拔
- 胚胎選擇

#### 減少不良基因的發生頻率
在特定人口中，近親通婚情況的數量與不良基因的發生頻率成正比。歷史上一個著名案例，在十五世紀中葉興盛的哈布斯堡家族有大量近親通婚的情況，家族成員為保障自己的家族利益而選擇與近親結婚，堂表兄弟姐妹間的婚姻不計其數，這使得這個家族成員的基因出現異常，均有下頜不正常地前突，伴有嚴重的牙齒下墜的基因缺陷，這後來被稱為下顎前突症。
這病症在歷代日本皇室都有出現。日本皇室为了保证家族血统的纯正，有过為过不少的近亲通婚记录。如崇神天皇的母亲伊香色谜命，她先是嫁给孝元天皇，后来又嫁给继子开化天皇。第14代天皇仲哀天皇是开化天皇的玄孙，而皇后气长足姬的父亲则是天皇的堂兄弟息长宿祢王，天皇与皇后之间是叔伯侄女关系。日本首位女天皇推古天皇嫁给了同父异母的哥哥敏达天皇，皇极女天皇先后嫁给从叔伯高向王和从叔伯舒明天皇，元明女天皇是持统天皇的妹妹兼儿媳、草壁皇子的姨母兼老婆、文武天皇之母。近亲通婚使得日本皇室家族成員的基因不良，歷代成員都出現嚴重的遺傳性疾病。明治天皇的遺傳基因有缺陷，他與5個皇妃生了15個孩子，11個都夭折。皇太子嘉仁（後來的大正天皇）是他的唯一活下來的男孩子，但也是終生帶病，有腦膜炎、糖尿病、腦血栓、精神病。
美國阿米什人是另一個遗传病案例。几乎所有的阿米什人都是早期数百名拓荒者的后代，近亲通婚的奠基者效应是阿米什人遗传病的根源。其中有些遗传病甚为罕见、独特和严重，致使阿米什儿童的死亡率非常高，例如埃利伟氏症候群。由于宗教原因，阿米什人拒绝婚前的基因诊断，即使有孩子得了遗传病也不為他治疗。
相关正向做法：
- 基因治療

相关反向做法：
- 產前診斷及终止妊娠
- 對智力不全者、罪犯進行絕育
- 禁止近親通婚

### 進步主義

#### 取得優勢基因
進步主義優生學圍繞着人種改良，如何為一個群體取得優勢基因等議題。這個主義相信一個不完美的自我，要通過後天去完善，並假定優等民族未嘗存在於這個世界，要通過改造人口來創造這樣的一個民族。進步主義優生學屬於保守主義優生學的延伸，其研究範圍包括了保守主義優生學的許多内容。
相关做法（正向）：
- 基因工程、人工控制的基因突變
- 引入優勢族群移民

## 爭議

### 主觀性
優生學提倡透過人為方法，去除不良基因，來生育健康嬰兒，然而什麼是不良基因較為主觀。

### 對基因多樣性的破壞
這樣很容易減少基因多樣性。人類的生物多样性相当小。

### 道德問題
所使用的手段很容易違反人權，就算是現在，能不違反人權而挑選良好基因的技術可靠性及普及性仍然很低；而過去的手段則非常血腥，因此經常遭到批評。由於優生學學說裡面有關於強制絕育及其他限制特定人士生育的方法，因而被許多人認為不人道，且有違憲法保障的人身自由之虞。

### 實行例子
優生學旨在通過控制生育以提升人類基因品質，但其實際效用在亞洲的實踐中顯得有限。以日本為例，其於1940年頒布的《優生保護法》允許對約1.6萬人實施強制絕育，試圖減少遺傳疾病。然而，研究顯示此舉未顯著降低疾病發生率，反而引發人權爭議，日本政府於2019年正式向受害者道歉，承認該政策基於「已被廢棄的優生理論」。在中國，計劃生育政策包含優生元素，例如《母嬰保健法》鼓勵產前診斷，出生缺陷率約5-6%，略高於美國的3%，但其下降更多歸因於醫療技術進步而非政策本身。總體而言，優生學的實際效用存疑，且倫理問題突出。

### 優生學歷史（學術報告）
- Carlson, Elof Axel. . Cold Spring Harbor, NY: Cold Spring Harbor Press. 2001. ISBN 978-0-87969-587-3.
- Engs, Ruth C. . Westport, CN: Greenwood Publishing. 2005. ISBN 978-0-313-32791-9.
- Farrall, Lyndsay. . Garland Pub. 1985. ISBN 978-0-8240-5810-4.
- Kevles, Daniel J. . University of California Press. 1985. ISBN 978-0-520-05763-0.
- Largent, Mark. . New Brunswick: Rutgers University Press. 2008. ISBN 978-0-8135-4183-9.
- Leon, Sharon M. (2013). An Image of God: The Catholic Struggle with Eugenics. Chicago: University of Chicago Press.
- Paul, Diane.  (PDF). Cambridge University Press. 2006  [2020-12-02]. （原始内容存档 (PDF)于2020-09-20）.
- Redman, Samuel J. . Cambridge: Harvard University Press. 2016. ISBN 978-0674660410.
- Stepan, Nancy Leys (1991). "The Hour of Eugenics": Race, Gender, and Nation in Latin America. Ithaca: Cornell University Press.
- . USHMM.org. United States Holocaust Memorial Museum. 2004  [2020-12-02]. （原始内容存档于2013-09-04）.
- Wyndham, Diana. . London: Galton Institute. 2003. ISBN 978-0-9504066-7-1.

### 繼承思想歷史
- Barkan, Elazar. . New York: Cambridge University Press. 1992.
- Ewen, Elizabeth; Ewen, Stuart.  1st. New York: Seven Stories Press. 2006. ISBN 978-1-58322-735-0.
- Gould, Stephen Jay. . New York: Norton. 1981. ISBN 978-0-393-01489-1.
- Gillette, Aaron. . New York: Palgrave Macmillan. 2007. ISBN 978-0-230-10845-5.

### 優生學批評
- Blom, Philipp. . Toronto: McClelland & Stewart. 2008: 335–336. ISBN 978-0-7710-1630-1.
- Galton, David. . London: Abacus. 2002. ISBN 978-0-349-11377-7.
- Goldberg, Jonah.  1st. New York: Doubleday. 2007. ISBN 978-0-385-51184-1.
- Joseph, Jay. . New York: Algora. 2004  [2020-12-02]. ISBN 978-0-87586-343-6. （原始内容存档于2009-05-12）.
- Joseph, Jay.  (PDF). History of Psychiatry. June 2005, 16 (62 Pt. 2): 171–179  [2020-12-02]. PMID 16013119. S2CID 35728753. doi:10.1177/0957154x05047004. （原始内容存档 (PDF)于2020-07-31）.
- Joseph, Jay. . New York: Algora. 2006  [2020-12-02]. ISBN 978-0-87586-410-5. （原始内容存档于2009-04-17）.
- Kerr, Anne; Shakespeare, Tom. . Cheltenham: New Clarion. 2002. ISBN 978-1-873797-25-9.
- Maranto, Gina. . New York: Scribner. 1996. ISBN 978-0-684-80029-5.
- Ordover, Nancy. . Minneapolis: University of Minnesota Press. 2003. ISBN 978-0-8166-3559-7.
- Shakespeare, Tom. . Critical Social Policy. 1995, 46 (44–45): 22–35. S2CID 145688957. doi:10.1177/026101839501504402.
- Smith, Andrea. . Cambridge, MA: South End Press. 2005. ISBN 978-0-89608-743-9.
- Wahlsten, D.  (PDF). Genetica. 1997, 99 (2–3): 185–198  [2020-12-02]. CiteSeerX 10.1.1.476.9688 . PMID 9463073. S2CID 45536970. doi:10.1007/BF02259522. （原始内容存档 (PDF)于2017-08-12）.

## 外部連結
- 维基文库中的相關文獻：優生學
- 维基语录上有关優生學的语录